# Napecoetes crossospila
Napecoetes crossospila är en fjärilsart som beskrevs av Turner 1913. Napecoetes crossospila ingår i släktet Napecoetes och familjen Plutellidae. Inga underarter finns listade i Catalogue of Life.